# Centre Sécurité Requin
Le Centre Sécurité Requin est un groupement d'intérêt public français qui s'intéresse à la prévention des attaques de requins à La Réunion. Il conduit ou accompagne, à La Réunion, toutes les actions tendant à la réduction du risque requin. Il a été fondé en 2016 cinq ans après le début de la crise requin.
Face à un risque requin devenu très exceptionnel à partir de 2011, la Préfecture de La Réunion a été amenée en 2013 à restreindre les zones de pratique de la baignade et les activités exploitant la force motrice des vagues au sein de la bande des 300 mètres à partir du littoral. De multiples dispositifs de réduction du risque requin sont depuis lors expérimentés et mis en œuvre, en vue de créer les conditions propices à l’atténuation et a fortiori à l'allègement de ces restrictions. Ces actions sont pilotées ou accompagnées par le groupement d’intérêt public Centre Sécurité Requin, dans un contexte où la mobilisation des acteurs de la recherche contribue à renforcer progressivement la connaissance du risque requin réunionnais et la capacité à concevoir les moyens opérationnels nécessaires à sa gestion.